# Theridion leviorum
Theridion leviorum är en spindelart som beskrevs av Willis J. Gertsch och Susan E. Riechert 1976. Theridion leviorum ingår i släktet Theridion och familjen klotspindlar. Inga underarter finns listade i Catalogue of Life.